# Cristal Alken
Cristal Alken is een pilsener bier dat in mei 1928 in België werd gecreëerd door Jozef Indekeu en Edouard Boes te Meeuwen. Het bier wordt vandaag in de Limburgse Brouwerij van Alken gebrouwen. Op het moment van de stichting van Cristal waren vele Belgische brouwers nog niet in staat om bier van lage gisting te produceren, waardoor het product als revolutionair onthaald werd. Jozef Indekeu, Edouard Boes en hun brouwersfamilie lagen hiermee aan de basis van de Belgische pilsproductie. Het merk groeide uit tot de bekendste pils van Limburg maar wordt ook ver daarbuiten gedistribueerd. In 1989 kreeg de brouwerij in Londen de Gouden Medaille (Monde Sélection) voor kwaliteit.

Ter gelegenheid van het 80-jarig bestaan werd in 2008 Cristal 1928 gelanceerd (5,8%), gebrouwen volgens de stijl van de originele pilsener van het begin van de 20ste eeuw.

## De brouwerij van Alken
De brouwerij van Alken behoort sinds 1988 tot de Belgische brouwerijgroep Alken-Maes. Sinds 2008 maakt Alken-Maes dan weer deel uit van de brouwerijgroep Heineken. Het productiecentrum in Alken produceert niet enkel Cristal Alken, maar concentreert zich ook op het brouwen van het andere pilsbier Maes. De site beschikt over moderne installaties om bier van lage gisting te brouwen, te gisten en te lageren. Bovendien is hij uitgerust met moderne bottelapparatuur voor flessen en vaten.

## Cristal Arena
Dat men bij Alken-Maes niet enkel bezig is met het brouwen van bier bewezen ze in het voorjaar van 2007. De bierbrouwer koppelde vanaf 1 juni 2007 de naam van zijn Alkense pils voor 5 jaar aan het stadion van voetbalclub KRC Genk. In het stadion werd ook overgeschakeld van Jupiler naar Cristal Alken.

## Cristalfeesten

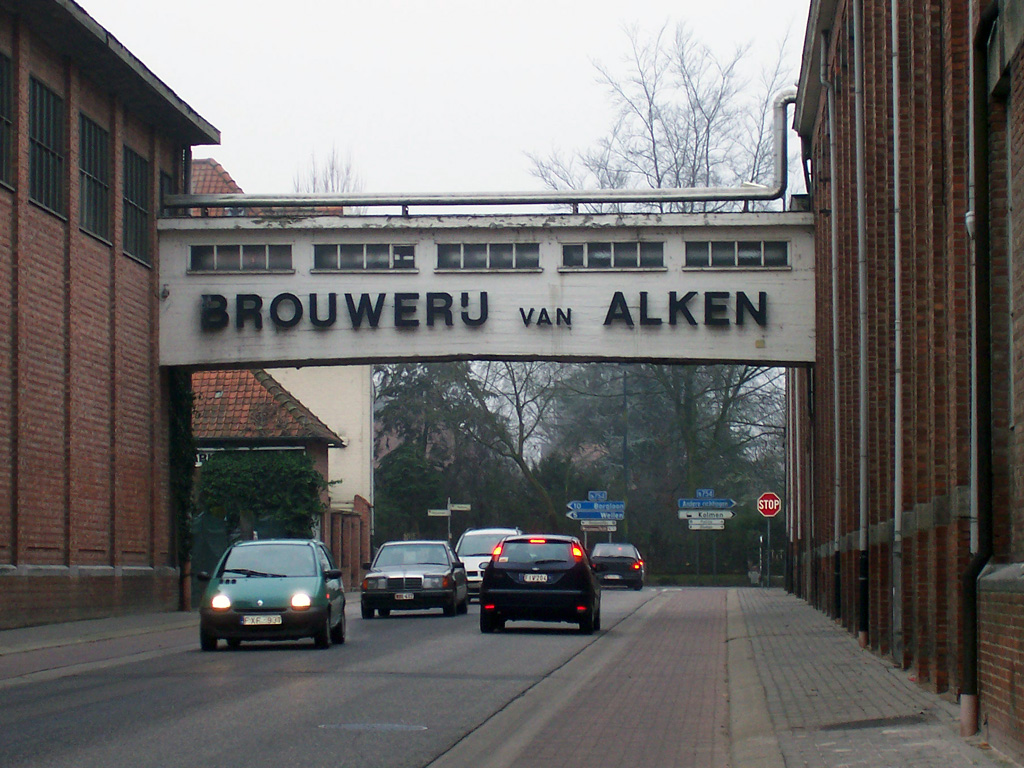
Brouwerij Cristal Alken (Alken, Grootstraat)

Jaarlijks aan het einde van de zomervakantie werden in het dorpscentrum van Alken de Cristalfeesten georganiseerd. Vrijdagavond start het festijn met een Cristal Party. Zaterdagavond en zondag worden in de schaduw van de Alkense brouwerij de bierfeesten georganiseerd. Men kan er genieten van optredens van bekende en minder bekende artiesten, wandelorkestjes en straatanimatie. Dit evenement valt meestal samen met de zomerkermis.

## Mieverse Cristalnacht
Naar aanleiding van het 80-jarig jubileum van Cristal keerde de brouwerij tijdens het weekend van 24 en 25 mei 2008 terug naar het centrum van Meeuwen, de plaats waar het allemaal begon. Tijdens het dorpsfeest werd er teruggeblikt op vroegere dorpsgezichten zoals de brouwerij. Maar ook reeds aan de vooravond van het dorpsfeest werd het 80-jarig jubileum gevierd tijdens de Mieverse Cristalnacht. In 6 cafés in het centrum van Meeuwen genoten bezoekers mee van de Cristalpint en sfeervolle livemuziek. Ter ere van het jubileum brouwde Cristal een speciaal feestbier dat de naam "1928" meekreeg. Hiervan werden symbolisch 1928 gratis flesjes uitgedeeld tijdens de Mieverse Cristalnacht.
Op 30 mei 2009 vond de tweede editie van de Mieverse Cristalnacht plaats volgens hetzelfde concept als de eerste editie: livebands en ambiance in 6 Mieverse cafés.